# El hijo del pueblo
El hijo del pueblo es una película de comedia musical y drama mexicana de 1974, escrita y dirigida por René Cardona y protagonizada por Vicente Fernández, Lucía Méndez, Sara García, Consuelo Frank, Rebeca Silva, Rossy Mendoza, Renata Seydel y Marcela López Rey.

## Argumento
Un taxista se enamora de una locutora que lo engaña en una fiesta. Se regresa a su pueblo natal (Huentitán el alto) con su abuela, a vivir en su ranchito , entre Atenguillo y Ameca Jalisco. Un día cae una avioneta cuyos pasajeros son rescatados por el taxista y llevados a su ranchito, en donde los pasajeros se quedan por un tiempo, dado que no pueden comunicarse con el pueblo más cercano debido a la lejanía del ranchito. Estos pasajeros son "niños bien", no acostumbrados a las faenas del campo, como levantarse temprano al canto del gallo, ordeñar las vacas, dar de comer a los pollos y cerdos. En esta película se ve la diferencia de clases sociales entre uno y otro.

## Reparto
- Vicente Fernández ...Vicente Aurelio Martínez López
- Lucía Méndez ...Carmen
- Sara García ...Vicenta Aurelia Fernández (Chenta)
- Renata Seydel ...Delia
- Carlos Cortés ...Julio
- Rebeca Silva ...María
- Marcela López Rey ...Ofelia
- María Salomé ...Sirvienta
- Consuelo Frank ...Madre de Ofelia
- Carlos Nieto ...Don nacho (padre de Ofelia)

## Melodías
Canciones: Mi Carcachita, El hijo del pueblo, Que te vaya bonito, Las llaves de mi alma, Conozco a los dos y Mares de tristeza. La canción «El hijo del pueblo», es obra de José Alfredo Jiménez.